# Жунусов Аманбай
Аманбай Жунусович Жунусов (1943, тепер Киргизстан) — киргизький радянський діяч, секретар ЦК КП Киргизії. Депутат Верховної ради Киргизької РСР 11-го скликання.

## Життєпис
Освіта вища.
Член КПРС з 1971 року.
До лютого 1989 року — завідувач аграрного відділу Ошського обласного комітету КП Киргизії.
25 лютого 1989 — 31 серпня 1991 року — секретар ЦК КП Киргизії з питань сільського господарства.
Подальша доля невідома.